# 大分県道34号豊後高田安岐線
大分県道34号豊後高田安岐線（おおいたけんどう34ごう ぶんごたかだあきせん）は、大分県豊後高田市から国東市に至る県道（主要地方道）である。

## 概要
豊後高田市新地から国東市安岐町塩屋に至る、大分県北部に位置する国東半島の付け根付近を西北西 - 東南東方向に横断する路線である。途中で、国東半島中央の両子山山頂付近から放射状に延びる多くの県道と交差する。起点は豊後高田市、終点は旧安岐町の中心部であり、途中では旧大田村の中心部を通過する。終点は大分空港に近く、大分県北部の中津市、宇佐市、豊後高田市から大分空港へのアクセス道路の役割も有しており、空港アクセスバスも本路線を経由する。

### 路線データ
- 起点：大分県豊後高田市新地（新地交差点、国道213号交点、大分県道23号中津高田線終点、大分県道29号豊後高田国東線起点）
- 終点：大分県国東市安岐町塩屋（安岐商店街入口交差点、国道213号・大分県道413号杵築安岐国東自転車道線交点）

## 歴史
- 1993年（平成5年）5月11日 - 建設省から、県道豊後高田安岐線が豊後高田安岐線として主要地方道に指定される[2]。

## 路線状況

### 重複区間
- 大分県道29号豊後高田国東線（豊後高田市新地 - 豊後高田市金谷町）
- 大分県道31号山香国見線（杵築市大田沓掛・木ノ下橋交差点 - 杵築市大田波多方・波多方交差点）
- 大分県道405号成仏杵築線（国東市安岐町矢川 地内）

### 道路施設

#### 橋梁
- 安岐橋（安岐川、国東市）
- 西本橋（荒木川、国東市）

## 地理

### 通過する自治体
- 大分県
  - 豊後高田市 - 杵築市 - 国東市

### 交差する道路
| 交差する道路                                                             | 市町村名   | 交差する場所 | 交差する場所                |
| ------------------------------------------------------------------------ | ---------- | ------------ | --------------------------- |
| 国道213号 大分県道23号中津高田線 大分県道29号豊後高田国東線 重複区間起点 | 豊後高田市 | 新地         | 新地交差点 / 起点           |
| 大分県道23号中津高田線 大分県道29号豊後高田国東線 重複区間終点           | 豊後高田市 | 金谷町       |                             |
| 大分県道548号地蔵峠小田原線                                              | 豊後高田市 | 小田原       |                             |
| 大分県道655号新城山香線                                                  | 豊後高田市 | 田染真中     | 真中交差点                  |
| 大分県道31号山香国見線 重複区間起点                                      | 杵築市     | 大田沓掛     | 木ノ下橋交差点              |
| 大分県道31号山香国見線 重複区間終点 大分県道49号大田杵築線               | 杵築市     | 大田波多方   | 波多方交差点                |
| 大分県道709号俣水一畑線                                                  | 杵築市     | 大田俣水     |                             |
| 大分県道405号成仏杵築線 重複区間起点                                     | 国東市     | 安岐町矢川   |                             |
| 大分県道405号成仏杵築線 重複区間終点                                     | 国東市     | 安岐町矢川   |                             |
| 大分県道651号富清掛樋線                                                  | 国東市     | 安岐町掛樋   |                             |
| 国東広域農道 / オレンジロード                                            | 国東市     | 安岐町瀬戸田 | 鳴川交差点                  |
| 大分県道404号糸原杵築線                                                  | 国東市     | 安岐町中園   | 安岐中学校先交差点          |
| 大分県道201号国東安岐線                                                  | 国東市     | 安岐町塩屋   |                             |
| 国道213号 大分県道413号杵築安岐国東自転車道線                            | 国東市     | 安岐町塩屋   | 安岐商店街入口交差点 / 終点 |

### 沿線
- 豊後高田市立河内中学校
- 豊後高田市立河内小学校
- 田染荘
- 元宮磨崖仏・鍋山磨崖仏 - 国指定史跡（「熊野磨崖仏附元宮磨崖仏および鍋山磨崖仏」として）
- 杵築市役所大田庁舎
- 杵築市立大田小学校
- 安岐ダム
- 国東市安岐総合支所
- 国東市立安岐中学校
- 国東市立安岐中央小学校